# Griemiaczinsk
Griemiaczinsk – miasto w Rosji, w kraju Permskim. W 2010 roku liczyło 10 752 mieszkańców. Znajduje się tu dyrekcja Rezerwatu przyrody „Basiegi”.